# Aero Nusantara Indonesia
Aero Nusantara Indonesia is een Indonesische luchtvaartmaatschappij met haar thuisbasis in Jakarta.

## Geschiedenis
Aero Nusantara Indonesia is opgericht in 2002. Na een reorganisatie werd het een vliegtuigmakelaar en startte weer met eigen vluchten in 2003.

## Vloot
De vloot van Aero Nusantara Indonesia bestaat uit:(juli 2016)
- 2 ATR-42-300
- 1 BAe-146-200
- 1 AVRO RJ-100